# Albert Claude

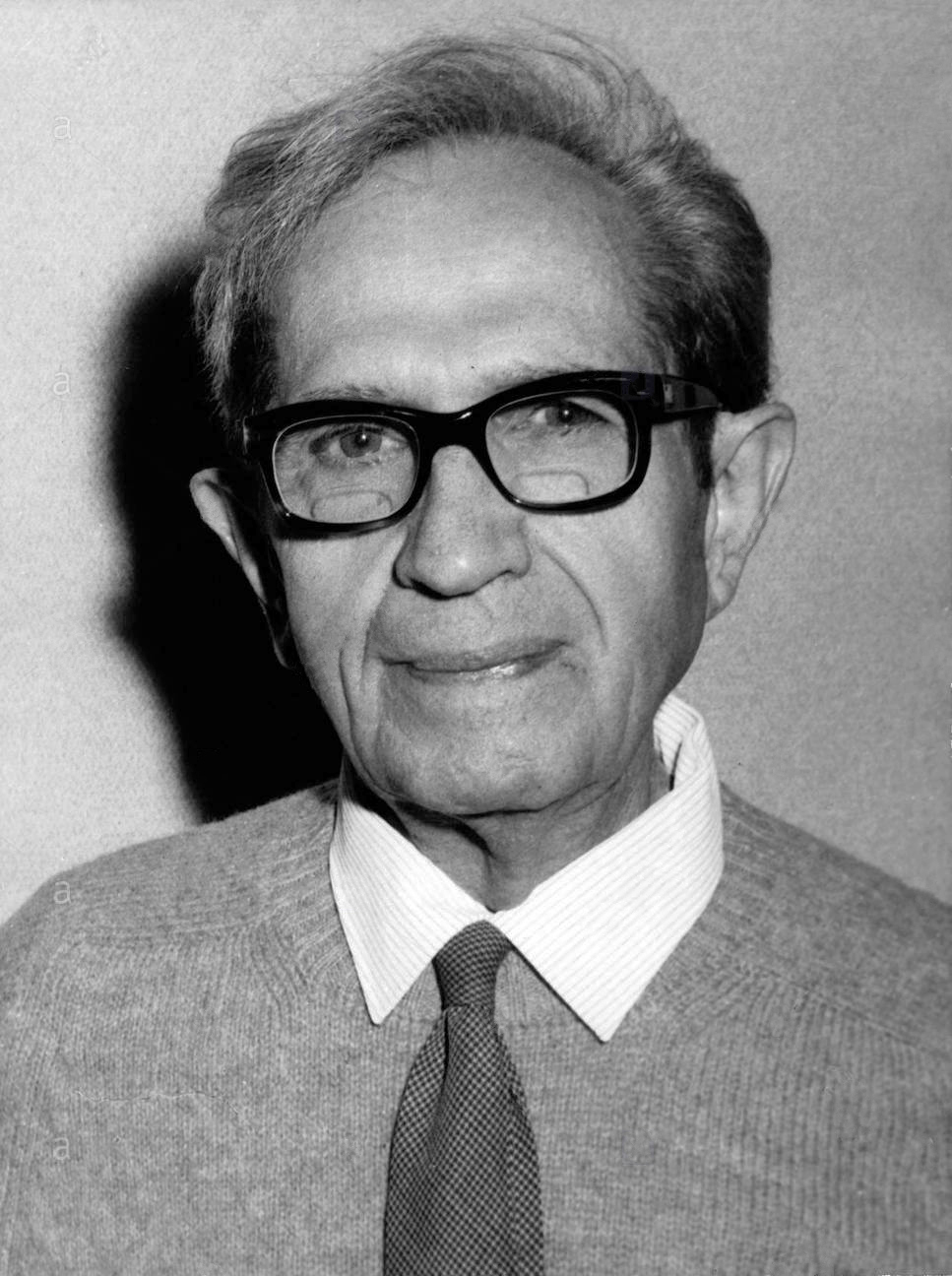
Albert Claude (1974)

Albert Claude (* 23. August 1899 in Longlier/Provinz Luxemburg; † 22. Mai 1983 in Brüssel) war ein belgischer Mediziner und gilt als Mitbegründer der modernen Zellbiologie. 1974 erhielt er den Medizinnobelpreis.

## Leben und Werk
Claude schloss 1928 sein Medizinstudium in Lüttich ab und forschte zunächst im Institut für Krebsforschung in Berlin mit Gewebekulturen. 1929 übersiedelte er in die USA, wo er am Rockefeller-Institut in New York in der Krebsforschung tätig wurde. Im Zuge seiner Arbeiten entdeckte er das Endoplasmatische Retikulum und fand auch mehr über die Funktion der Mitochondrien heraus. Seit 1942 beschäftigte er sich auch mit elektronenmikroskopischer Forschung, ein Instrument, das bis dahin noch nicht in der Biologie verwendet wurde.
Obwohl er 1941 die US-amerikanische Staatsbürgerschaft erhalten hatte, kehrte er 1948 nach Belgien zurück und hatte anschließend Professuren sowohl in New York als auch in Löwen inne.
1971 wurde Claude in die American Academy of Arts and Sciences gewählt. Seit 1972 war er assoziiertes Mitglied der Académie royale des Sciences, des Lettres et des Beaux-Arts de Belgique. Am 10. Februar 1975 wurde er korrespondierendes Mitglied und am 21. April 1975 associé étranger der Académie des sciences.

## Ehrungen
- 1970 Louisa-Gross-Horwitz-Preis
- 1972 Paul-Ehrlich-und-Ludwig-Darmstaedter-Preis
- 1974 Medizinnobelpreis „für ihre Entdeckungen zur strukturellen und funktionellen Organisation der Zelle“ (zusammen mit George Emil Palade und Christian de Duve)
- 2005 wurde die Rue Albert Claude in Neufchâteau ihm zu Ehren benannt
- Ordre des Palmes Académiques
- Großkreuz des Leopoldsorden